# رئیس بزرگ
رئیس بزرگ (به انگلیسی the Big Boss)، عنوان فیلمی رزمی به کارگردانی لو وی، تهیه‌کنندگی ریموند چو و بازی بروس لی می‌باشد که در سال ۱۹۷۱ اکران عمومی شد و به فروش بی‌سابقه‌ای دست یافت.

## داستان
چنگ چائو-آن (بروس لی) به همراه عمویش برای کار به جزیره‌ای می‌رود. او به مادرش قول داده که از دعوا و خشونت پرهیز کند. عمویش با چنگ به محل زندگی  پسر عموها و دختر عموی چنگ میروند که در یک کارخانه یخ کار می‌کنند. پسر عموهای چنگ برایش در کارخانه کار پیدا می‌کنند.
چنگ هنگام کار با اشتباهی کوچک باعث شکسته‌شدن یخی در کارخانه می‌شود. سپس دونفر از کارگران (پسر عموهای چنگ) به سمت یخ آمده و متوجه وجود مواد مخدر در یخ‌ها می‌شوند و مدیر کارخانه برای آن که این قضیه فاش نشود آن دو کارگر را احضار کرده و به آن‌ها پیشنهاد پول همکاری در جرم می‌دهد؛ ولی آن‌ها قبول نمی‌کنند و سپس مدیر کارخانه با زیردستانش شبانه آن‌ها را می‌کشند و اجسادشان را در یخ‌های درون انبار پنهان می‌کنند. 
روز بعد دو نفر دیگر از پسر عموهای چنگ پیش رئیس بزرگ رفته و تهدید می‌کنند که اگر دوتا برادرانشان را پیدا نکنند، آن‌ها را به زندان می‌اندازند. رئیس آن دو را نیز کشته و جسدشان قطعه قطعه کرده و درون یخ‌ها مخفی می‌کنند؛ پس از عصبانیت کارگران از ناپدید شدن برادرانشان و یک درگیری بین آن‌ها با زیردستان مدیر، یکی از آن‌ها به چنگ حمله و گردن بندش که یادگار قولی که به مادرش داده بود را پاره می‌کند و موجب عصبانیت چنگ و مبارزه و شکست دادن تمام زیردستان رئیس می‌شود. در همان لحظه مدیر کارخانه چنگ را احضار و به او پست سرکارگری می‌دهد تا کارگران از اعتصاب دست بردارند.
پس از مدتی پسرعموهای چنگ گمان می‌کنند که او نیز همدست رئیس است و از او بیزار می‌شوند، ولی از نظر چنگ، رئیس بسیار مشکوک بود تا که یک شب پنهانی به انبار رفته و با اجساد پسر عموهایش روبرو می‌شود که درون یخ منجمد شده‌اند. 
ناگهان پسر رئیس به همراه تعداد زیادی از زیر دستانش به انبار رفته تا چنگ را گیر انداخته و بکشند؛ ولی چنگ با همه آن‌ها مبارزه کرده و پس از شکست آن‌ها پسر رئیس را نیز می‌کشد؛ سپس به خانه رفته و با جنازه تمام پسر عموهایش روبرو می‌شود. او می‌گردد ولی هیچ اثری از جنازه دختر عمویش پیدا نمی‌کند. او بسیار خشمگین و ناراحت شده و تصمیم به انتقام می‌گیرد و به سراغ رئیس می‌رود و پس از یک درگیری سخت بالاخره او را می‌کشد و دختر عموی چنگ که با چنگ علاقه زیادی به یکدیگر داشتند و پسر رئیس او را دزدیده بود، شاهد درگیری چنگ و رئیس بزرگ بود برای نجاتش به پلیس زنگ می‌زند. در پایان پلیس به آنجا می‌آید و چنگ را دستگیر و فیلم به اتمام می‌رسد.

## بازیگران
- بروس لی در نقش چنگ چائو-آن
- نورا میائو
- جیمز تین
- عوامل دوبله اول (دوبله قدیمی ): ایرج رضایی (عموی چوان)،  فتح الله منوچهری (چوان/بروس لی)،ظفر گرایی (پسر عموی چوان)، زنده یادایرج دوستدار (رئیس بزرگ)، محمد بهره مندی، زنده یادعلی اصغر افضلی، زنده یادشهلا ناظریان، زهرا آقارضا، تورج نصر